# Peach (Prince)
Peach is een nummer van de Amerikaanse muzikant Prince uit 1993. Het verscheen als nieuw nummer op zijn verzamelalbum The Hits/The B-Sides, en is de tweede single daarvan.
Op het nummer is ook actrice Kim Basinger te horen. "Peach" flopte in Amerika, maar werd wel een hitje in Europa en Oceanië. In de Nederlandse Top 40 haalde het nummer de 9e positie, en in de Vlaamse Radio 2 Top 30 de 13e.